# Faro de Punta de Maisí
Der Faro de Punta de Maisí ist ein Leuchtturm an der östlichsten Spitze der Insel Kuba, ganz in der Nähe von Baracoa in der Provinz Guantánamo. Der Bau des Leuchtturms wurde 1856 von der spanischen Königin Isabella II.  genehmigt und nach fünfjähriger Arbeit unter der Leitung von Ingenieur Don Marianao Moreno im Jahre 1862 mit dem Namen Faro de Concha in Betrieb genommen. 
Der Leuchtturm von Punta de Maisí hat eine Höhe von 31 Metern und ist aus Steinen gebaut, die von der Küste der Region selbst stammen. Die Feuerhöhe beträgt 37 Meter und als Kennung wird ein weißer Blitz mit einer Wiederkehr von 5 Sekunden gezeigt (Fl.W.5s).